# PRSS2
PRSS2‏ (Serine protease 2) هوَ بروتين يُشَفر بواسطة جين PRSS2 في الإنسان.